# Cestrus calidus
Cestrus calidus là một loài tò vò trong họ Ichneumonidae.